# San Pietro Mosezzo
San Pietro Mosezzo – miejscowość i gmina we Włoszech, w regionie Piemont, w prowincji Novara.
Według danych na rok 2004 gminę zamieszkiwało 1737 osób, 51,1 os./km².